# Horst Johann Sczerba
Horst Johann Sczerba (auch Horst Sczerba; * 1947 in Krefeld) ist ein deutscher Drehbuchautor und Filmregisseur.
Horst Johann Sczerba studierte Medizin und arbeitete mehrere Jahre als Arzt, bevor er als Drehbuchautor und Filmregisseur zu arbeiten begann. Erste Produktionen waren Beiträge wie Leichensachen. Vom Alltag einer Mordkommission und die Dokumentation Alltag zwischen Angst und Hoffnung für das österreichische Radio-Sendeformat Hörbilder. Sie ebneten den Weg zu eigenen Drehbüchern und zur Regie. Sein Debüt beim Fernsehen hatte er 1991 mit dem Drehbuch zu dem Tatort Blutwurstwalzer. Es folgten weitere Drehbücher zu Fernsehfilmen wie Kinderspiele und Das Trio. Zu allen weiteren Produktionen hatte er auch die Regie übernommen, darunter sind Filme wie Herz, Stille Nächte und Die vermisste Frau.
Für das Drehbuch zu Die Unschuld der Krähen wurde Sczerba 1999 in der Kategorie „Bestes Buch“ mit dem Deutschen Fernsehpreis ausgezeichnet.
Horst Sczerba lebt und arbeitet in Köln.

## Filmografie (Auswahl)
- 1991: Tatort: Blutwurstwalzer (Drehbuch)
- 1992: Kinderspiele (Drehbuch)
- 1994: Die Schamlosen (Drehbuch und Regie)
- 1996: Eine unmögliche Hochzeit (Drehbuch und Regie)
- 1997: Das Trio (Drehbuch)
- 1998: Die Unschuld der Krähen (Drehbuch und Regie)
- 1999: Halt mich fest! (Drehbuch und Regie)
- 2001: Herz (Drehbuch und Regie)
- 2014: Stille Nächte (Drehbuch und Regie)
- 2016: Die vermisste Frau (Drehbuch und Regie)